# Lista das melhores comédias estadunidenses segundo o American Film Institute
Parte integrante da série de listas lançadas pelo Instituto Americano de Cinema para comemorar os 100 anos do cinema, a lista AFI's 100 Years... 100 Laughs – 100 Anos... 100 Gargalhadas. A lista reune as 100 melhores comédias do cinema estadunidense, seguindo determinados critérios. A lista foi liberada em 14 de junho de 2000.
Cary Grant é o ator com mais aparições em filmes da lista, em um total de oito.

## A lista
| Nº  | Título original                       | Título em português                                                 | Ano  | Diretor/realizador            |
| --- | ------------------------------------- | ------------------------------------------------------------------- | ---- | ----------------------------- |
| 01  | Some Like It Hot                      | Quanto Mais Quente Melhor (BR/PT)                                   | 1959 | Billy Wilder                  |
| 02  | Tootsie                               | Tootsie (BR)Quando Ele Era Ela (PT)                                 | 1982 | Sydney Pollack                |
| 03  | Dr. Strangelove                       | Dr. Fantástico (BR)Dr. Estranhoamor (PT)                            | 1964 | Stanley Kubrick               |
| 04  | Annie Hall                            | Noivo Neurótico, Noiva Nervosa (BR)Annie Hall (PT)                  | 1977 | Woody Allen                   |
| 05  | Duck Soup                             | O Diabo a Quatro (BR)Os Grandes Aldrabões (PT)                      | 1933 | Leo McCarey                   |
| 06  | Blazing Saddles                       | Banzé no Oeste (BR)Balbúrdia no Oeste (PT)                          | 1974 | Mel Brooks                    |
| 07  | M*A*S*H                               | M.A.S.H. (BR/PT)                                                    | 1970 | Robert Altman                 |
| 08  | It Happened One Night                 | Aconteceu Aquela Noite (BR)Uma Noite Aconteceu (PT)                 | 1934 | Frank Capra                   |
| 09  | The Graduate                          | A Primeira Noite de Um Homem (BR)A Primeira Noite (PT)              | 1967 | Mike Nichols                  |
| 10  | Airplane!                             | Apertem os Cintos… o Piloto Sumiu! (BR)O Aeroplano (PT)             | 1980 | Jim Abrahams David Zucker     |
| 11  | The Producers                         | Primavera Para Hitler (BR)O Falhado Amoroso (PT)                    | 1968 | Mel Brooks                    |
| 12  | A Night at the Opera                  | Uma Noite na Ópera (BR/PT)                                          | 1935 | Sam Wood                      |
| 13  | Young Frankenstein                    | O Jovem Frankenstein (BR)Frankenstein Júnior (PT)                   | 1974 | Mel Brooks                    |
| 14  | Bringing Up Baby                      | Levada da Breca (BR)As Duas Feras (PT)                              | 1938 | Howard Hawks                  |
| 15  | The Philadelphia Story                | Núpcias de Escândalo (BR)Casamento Escandaloso (PT)                 | 1940 | George Cukor                  |
| 16  | Singin' in the Rain                   | Cantando na Chuva (BR)Serenata à Chuva (PT)                         | 1952 | Stanley Donen                 |
| 17  | The Odd Couple                        | Um Estranho Casal (BR)                                              | 1968 | Gene Saks                     |
| 18  | The General                           | A General (BR)A Glória de Pamplinas (PT)                            | 1926 | Buster Keaton                 |
| 19  | His Girl Friday                       | Jejum de Amor (BR)O Grande Escândalo (PT)                           | 1940 | Howard Hawks                  |
| 20  | The Apartment                         | Se Meu Apartamento Falasse (BR)O Apartamento (PT)                   | 1960 | Billy Wilder                  |
| 21  | A Fish Called Wanda                   | Um Peixe Chamado Wanda (BR/PT)                                      | 1988 | Charles Crichton              |
| 22  | Adam's Rib                            | A Costela de Adão (BR/PT)                                           | 1949 | George Cukor                  |
| 23  | When Harry Met Sally...               | Harry e Sally - Feitos Um para o Outro (BR)Um Amor Inevitável (PT)  | 1989 | Rob Reiner                    |
| 24  | Born Yesterday                        | Nascida Ontem (BR)A Mulher que Nasceu Ontem (PT)                    | 1950 | George Cukor                  |
| 25  | The Gold Rush                         | Em Busca do Ouro (BR)A Quimera do Ouro (PT)                         | 1925 | Charles Chaplin               |
| 26  | Being There                           | Muito Além do Jardim (BR)Bem-Vindo Mr. Chance (PT)                  | 1979 | Hal Ashby                     |
| 27  | There's Something About Mary          | Quem Vai Ficar com Mary? (BR)Doidos por Mary (PT)                   | 1998 | Peter Farrelly Bobby Farrelly |
| 28  | Ghostbusters                          | Os Caça-Fantasmas (BR/PT)                                           | 1984 | Ivan Reitman                  |
| 29  | This Is Spinal Tap                    | Isto é Spinal Tap (BR)This is Spinal Tap (PT)                       | 1984 | Rob Reiner                    |
| 30  | Arsenic and Old Lace                  | Este Mundo é Um Hospício (BR)O Mundo é um Manicómio (PT)            | 1944 | Frank Capra                   |
| 31  | Raising Arizona                       | Arizona, Nunca Mais (BR)Arizona Júnior (PT)                         | 1987 | Joel Coen                     |
| 32  | The Thin Man                          | A Ceia dos Acusados (BR)O Homem Sombra (PT)                         | 1934 | W.S. Van Dyke                 |
| 33  | Modern Times                          | Tempos Modernos (BR/PT)                                             | 1936 | Charles Chaplin               |
| 34  | Groundhog Day                         | Feitiço do Tempo (BR)O Feitiço do Tempo (PT)                        | 1993 | Harold Ramis                  |
| 35  | Harvey                                | Meu Amigo Harvey (BR)                                               | 1950 | Henry Koster                  |
| 36  | National Lampoon's Animal House       | Clube dos Cafajestes (BR)A República dos Cucos (PT)                 | 1978 | John Landis                   |
| 37  | The Great Dictator                    | O Grande Ditador (BR/PT)                                            | 1940 | Charles Chaplin               |
| 38  | City Lights                           | Luzes da Cidade (BR/PT)                                             | 1931 | Charles Chaplin               |
| 39  | Sullivan's Travels                    | Contrastes Humanos (BR)                                             | 1941 | Preston Sturges               |
| 40  | It's a Mad, Mad, Mad, Mad World       | Deu a Louca no Mundo (BR)O Mundo Maluco (PT)                        | 1963 | Stanley Kramer                |
| 41  | Moonstruck                            | Feitiço da Lua (BR)O Feitiço da Lua (PT)                            | 1987 | Norman Jewison                |
| 42  | Big                                   | Quero Ser Grande (BR)Big (PT)                                       | 1988 | Penny Marshall                |
| 43  | American Graffiti                     | Loucuras de Verão (BR)American Graffiti – Nova Geração (PT)         | 1973 | George Lucas                  |
| 44  | My Man Godfrey                        | Irene, a Teimosa (BR)Doidos Milionários (PT)                        | 1936 | Gregory La Cava               |
| 45  | Harold and Maude                      | Ensina-me a Viver (BR/PT)                                           | 1972 | Hal Ashby                     |
| 46  | Manhattan                             | Manhattan (BR/PT)                                                   | 1979 | Woody Allen                   |
| 47  | Shampoo                               | Shampoo (BR/PT)                                                     | 1975 | Hal Ashby                     |
| 48  | A Shot in the Dark                    | Um Tiro no Escuro (BR)Um Tiro às Escuras (PT)                       | 1964 | Blake Edwards                 |
| 49  | To Be or Not to Be                    | Ser ou não Ser (BR/PT)                                              | 1942 | Ernst Lubitsch                |
| 50  | Cat Ballou                            | Dívida de Sangue (BR)A Mulher Felina (PT)                           | 1965 | Elliot Silverstein            |
| 51  | The Seven Year Itch                   | O Pecado Mora ao Lado (BR/PT)                                       | 1955 | Billy Wilder                  |
| 52  | Ninotchka                             | Ninotchka (BR/PT)                                                   | 1939 | Ernst Lubitsch                |
| 53  | Arthur                                | Arthur, o Milionário Sedutor (BR)Arthur, o Alegre Conquistador (PT) | 1981 | Steve Gordon                  |
| 54  | The Miracle of Morgan's Creek         | Papai por Acaso (BR)                                                | 1944 | Preston Sturges               |
| 55  | The Lady Eve                          | As Três Noites de Eva (BR/PT)                                       | 1941 | Preston Sturges               |
| 56  | Abbott and Costello Meet Frankenstein | Abbott e Costello Contra Frankenstein (BR)                          | 1948 | Charles Barton                |
| 57  | Diner                                 | Quando os Jovens se Tornam Adultos (BR)Adeus, Amigos (PT)           | 1982 | Barry Levinson                |
| 58  | It's a Gift                           | It's a Gift (BR/PT)                                                 | 1934 | Norman Z. McLeod              |
| 59  | A Day at the Races                    | Um Dia nas Corridas (BR/PT)                                         | 1937 | Sam Wood                      |
| 60  | Topper                                | Topper e o Casal do Outro Mundo (BR)O Par Invisível (PT)            | 1937 | Norman Z. McLeod              |
| 61  | What's Up, Doc?                       | Essa Pequena é uma Parada (BR)Que se Passa, Doutor? (PT)            | 1972 | Peter Bogdanovich             |
| 62  | Sherlock Jr.                          | Bancando o Águia (BR)Sherlock Holmes Jr. (PT)                       | 1924 | Buster Keaton                 |
| 63  | Beverly Hills Cop                     | Um Tira da Pesada (BR)O Caça-Polícias (PT)                          | 1984 | Martin Brest                  |
| 64  | Broadcast News                        | Nos Bastidores da Notícia (BR)Edição Especial (PT)                  | 1987 | James L. Brooks               |
| 65  | Horse Feathers                        | Os Gênios da Pelota (BR)Penas de Cavalo (PT)                        | 1932 | Norman Z. McLeod              |
| 66  | Take the Money and Run                | Um Assaltante Bem Trapalhão (BR)O Inimigo Público (PT)              | 1969 | Woody Allen                   |
| 67  | Mrs. Doubtfire                        | Uma Babá Quase Perfeita (BR)Papá para Sempre (PT)                   | 1993 | Chris Columbus                |
| 68  | The Awful Truth                       | Cupido é Moleque Teimoso (BR)Com a Verdade Me Enganas (PT)          | 1937 | Leo McCarey                   |
| 69  | Bananas                               | Bananas (BR/PT)                                                     | 1971 | Woody Allen                   |
| 70  | Mr. Deeds Goes to Town                | O Galante Mr. Deeds (BR)Doido Com Juízo (PT)                        | 1936 | Frank Capra                   |
| 71  | Caddyshack                            | Clube dos Pilantras (BR)O Clube dos Malandrecos (PT)                | 1980 | Harold Ramis                  |
| 72  | Mr. Blandings Builds His Dream House  | Lar, Meu Tormento (BR)Lar dos Meus Sonhos (PT)                      | 1948 | H.C. Potter                   |
| 73  | Monkey Business                       | Os Quatro Batutas (BR)A Culpa Foi do Macaco (PT)                    | 1931 | Norman Z. McLeod              |
| 74  | Nine to Five                          | Como Eliminar Seu Chefe (BR)                                        | 1980 | Colin Higgins                 |
| 75  | She Done Him Wrong                    | Uma Loira Para Três (BR/PT)                                         | 1933 | Lowell Sherman                |
| 76  | Victor/Victoria                       | Vitor ou Vitória? (BR)Victor/Victória (PT)                          | 1982 | Blake Edwards                 |
| 77  | The Palm Beach Story                  | Mulher de Verdade (BR)Um Marido Rico (PT)                           | 1942 | Preston Sturges               |
| 78  | Road to Morocco                       | A Sedução do Marrocos (BR/PT)                                       | 1942 | David Butler                  |
| 79  | The Freshman                          | O Calouro (BR)O Caloiro (PT)                                        | 1925 | Fred C. Newmeyer Sam Taylor   |
| 80  | Sleeper                               | O Dorminhoco (BR)O Herói do Ano 2000 (PT)                           | 1973 | Woody Allen                   |
| 81  | The Navigator                         | Marinheiro por Descuido (BR)O Navegante (PT)                        | 1924 | Buster Keaton Donald Crisp    |
| 82  | Private Benjamin                      | A Recruta Benjamin (BR)As Loucuras de uma Recruta (PT)              | 1980 | Howard Zieff                  |
| 83  | Father of the Bride                   | O Pai da Noiva (BR/PT)                                              | 1950 | Vincent Minnelli              |
| 84  | Lost in America                       | Relax (BR)Perdidos na América (PT)                                  | 1985 | Albert Brooks                 |
| 85  | Dinner at Eight                       | Jantar às Oito (BR/PT)                                              | 1933 | George Cukor                  |
| 86  | City Slickers                         | Amigos, Sempre Amigos (BR)A Vida, o Amor… e as Vacas (PT)           | 1991 | Ron Underwood                 |
| 87  | Fast Times at Ridgemont High          | Picardias Estudantis (BR)Viver Depressa (PT)                        | 1985 | Amy Heckerling                |
| 88  | Beetlejuice                           | Os Fantasmas se Divertem (BR)Os Fantasmas Divertem-se (PT)          | 1988 | Tim Burton                    |
| 89  | The Jerk                              | O Panaca (BR)O Tonto (PT)                                           | 1979 | Carl Reiner                   |
| 90  | Woman of the Year                     | A Mulher do Dia (BR)                                                | 1942 | George Stevens                |
| 91  | The Heartbreak Kid                    | O Rapaz que Partia Corações (BR)Casei-me Por Engano (PT)            | 1972 | Elaine May                    |
| 92  | Ball of Fire                          | Bola de Fogo (BR/PT)                                                | 1941 | Howard Hawks                  |
| 93  | Fargo                                 | Fargo – Uma Comédia de Erros (BR)Um Crime Imperfeito (PT)           | 1996 | Joel Coen                     |
| 94  | Auntie Mame                           | A Mulher do Século (BR)Uma Tia dos Diabos (PT)                      | 1958 | Morton DaCosta                |
| 95  | Silver Streak                         | O Expresso de Chicago (BR/PT)                                       | 1976 | Arthur Hiller                 |
| 96  | Sons of the Desert                    | Os Filhos do Deserto (BR/PT)                                        | 1933 | William A. Seiter             |
| 97  | Bull Durham                           | Sorte no Amor (BR)Jogo a Três Mãos (PT)                             | 1988 | Ron Shelton                   |
| 98  | The Court Jester                      | O Bobo da Corte (BR)                                                | 1956 | Melvin Frank Norman Panama    |
| 99  | The Nutty Professor                   | O Professor Aloprado (BR)As Noites Loucas do Dr. Jerryll (PT)       | 1963 | Jerry Lewis                   |
| 100 | Good Morning, Vietnam                 | Bom Dia, Vietnã (BR)Bom Dia, Vietname (PT)                          | 1987 | Barry Levinson                |

## Critérios
De acordo com o AFI, os critérios para as indicações foram:
- Longa-metragem de ficção: O filme deve ser em formato narrativo, normalmente com mais de 60 minutos de duração.
- Filme estadunidense: O filme deve estar no idioma inglês com elementos de produção criativos e/ou financeiros significativos dos Estados Unidos.
- Humor: Independentemente do gênero, o filme deve ter um impacto cômico total, que cria uma experiência maior do que a soma dos sorrisos;
- Legado: Risos que ecoam ao longo do tempo, enriquecendo a herança cinematográfica dos Estados Unidos e inspirando artistas e audiências contemporâneas.